# باشگاه فوتبال پگاه گیلان
باشگاه فوتبال پگاه گیلان یک باشگاه سابق فوتبال ایرانی بود که در رشت بنا شده بود. مالک این باشگاه شرکت صنایع شیر ایران بود. این باشگاه در سال‌های حیات خود در لیگ آزادگان و لیگ برتر به میدان می‌رفت.

## پیشینه
پس از سقوط تیم فوتبال استقلال شهرداری رشت از دوره اول لیگ برتر، شرکت صنایع شیر ایران با خرید امتیاز این تیم در سال ۱۳۸۱ پا به عرصه فوتبال گذاشت و با نام پگاه گیلان در مسابقات لیگ دسته اول فوتبال کشور حضور یافت. پگاه گیلان در دوره سوم لیگ برتر با مجید جهانپور بازیهایش را آغاز کرد اما پس از هفته پانزدهم میودراگ یسیچ جانشین وی گردید.
تیم فوتبال پگاه در این دوره لیگ برتر یعنی فصل ۸۳–۸۲ تمام تیم‌های مدعی لیگ را در استادیوم عضدی رشت زمینگیر کرد از جمله برد یک بر صفر مقابل پاس تهران (قهرمان آن فصل) و تساوی صفر صفر با تیم پرمهره پرسپولیس (در حالی که یک ضربه پنالتی پگاه هم از دست رفت) و پیروزی ۳–۱ مقابل سپاهان اصفهان و ۳–۰ مقابل استقلال اهواز و برد مقابل ذوب آهن و ابومسلم خراسان.
پس از کناره‌گیری یسیچ در فصل بعد تیم فوتبال پگاه برای ۲ بازی از سید مهدی ابطحی که سرمربی تیم فوتسال پگاه بود به عنوان سرمربی در تیم فوتبال خود استفاده کرد اما ابطحی نیز جز دو شکست پی در پی ارمغانی برای پگاه به همراه نیاورد. مدیران پگاه آنگاه اصغر شرفی را مجدداً از آمریکا فراخواندند و برای دومین بار مربیگری تیم خود را به وی سپردند. اصغر شرفی نیز نتوانست گره گشای مشکلات پگاه شود و این تیم برای بار سوم مربی خود را عوض کرده و این بار یکی از مربیان معروف اروپا به نام برند کراوس را از اتریش در سال ۲۰۰۵ به رشت آورد. وینگو بگوویچ در سال ۲۰۰۵ هدایت تیم پگاه گیلان را به عهده گرفت، پیروزیهای پی در پی تیم پگاه در گروه الف دسته اول فوتبال ایران نشان داد که مجموعه پگاه عزم خود را جزم نموده تا مجدداً در سطح اول فوتبال ایران حضور یابد اما مرحله پلی آف مسائلی داشت که وینگو نتوانست از عهده آن‌ها بر آید و پیکان صعود کرد.
مجید جهانپور پس از ۲/۵ سال دوری از میدان‌ها فوتبال مجدداً سکان هدایت این تیم پر طرفدار را بر عهده گرفت. تیم جهانپور که در ابتدای فصل با مشکلات عدیده مالی مواجه بود توانست در چند ماه ابتدایی مسابقات بدون شکست به کار خود ادامه دهد. تیم پگاه با حفظ دروازه اش در مدت ۱۲۴۰ دقیقه توانست نگاه تمام کارشناسان را بخود جلب نماید. اما چند شکست شرایط را برای پگاه سخت کرد با این حال پگاه توانست با ۲ امتیاز اختلاف و پس از ۲۲ هفته صدرنشینی مجدداً به مرحله پلی آف صعود نماید. پگاه در مرحله پلی آف پس از کسب یک نتیجه مساوی بدون گل در گرمای ۵۰ درجه بندرعباس موفق شد حریف جنوبی خود را در حضور بیش از ۲۵ هزار تماشاگر با نتیجه ۲–۰ شکست داده و پس از ۲ سال دوری از سطح اول فوتبال کشور به دوره هفتم لیگ برتر صعود کرد. دارکو درازیچ در سال ۲۰۰۷ سرمربی تیم پگاه شد اما وی تنها در ۳ بازی و کسب تنها یک امتیاز جایش را به نادر دست‌نشان داد که چند ماه پیش به عنوان سرمربی شهرداری بندرعباس در پلی اف به پگاه گیلان باخته بود.
یکی از دوران طلایی این تیم حضور در فینال جام حذفی فوتبال ایران است که در خرداد ماه ۸۷ برگزار شد. تیم فوتبال پگاه توانست تیمهای مطرح فوتبال کشور را شکست دهد نظیر پرسپولیس (قهرمان آن فصل که با گل بازیکن هفده ساله مغلوب پگاه شد)، استقلال (با نتیجه چهار بر یک در استادیوم آزادی که سنگین‌ترین شکست خانگی استقلال در تاریخ لیگ برتر بود)، سپاهان اصفهان (با نتیجه چهار بر دو)، ذوب آهن، سایپا (رفت و برگشت) و صباباتری. این تیم در آن دوران بیش از ۲۵ هزار هوادار که فراتر از گنجایش ورزشگاه سردار جنگل رشت بود به ورزشگاه کشاند و تا فینال جام حذفی صعود کرد. این نتایج همچنین بهترین عملکرد دست نشان در دوران مربیگریش بود.

### جام حذفی ۸۷–۸۶
پگاه پس از عبور از سد تیمهای مس سرچشمه و آلومینیوم در اراک در مرحله یک چهارم نهایی به مصاف سپاهان رفت. پگاه بعد از تثبیت جایگاهش در لیگ برتر با پیروزی برابر تیم صبا و با روحیه‌ای مضاعف به مصاف تیم سپاهان رفت و با حمایت طرفدارانش نایب قهرمان ایران و آسیا را ۴–۲ شکست داد تا در مرحله نیمه نهایی بتواند برق شیراز را نیز با یک بازی سراسر تهاجمی حذف نماید. در بازی پرحرارت فینال تیم پگاه در بازی رفت ۱–۰ در مقابل استقلال به پیروزی رسید و درخشش وحید طالب لو از گل شدن چندین موقعیت صددرصد دیگر جلوگیری گرد اما در تهران و در بازی نفسگیر صد و بیست دقیقه ای مغلوب استقلال شد تا بازنده ای سربلند لقب گیرد.

### فروختن امتیاز پگاه گیلان
در ابتدای فصل ۸۸–۸۷ تیم فوتبال پگاه گیلان به علت مشکلات مالی توسط شرکت خصوصی داماش خریده شد و به داماش گیلان تغییر نام داد.
امیر عابدینی مدیر عامل سابق تیم پرسپولیس، مدیرعامل داماش گیلان شد.

## افتخارات
- جام حذفی
  - نایب قهرمانی: ۸۷–۸۶

## آمار
تیم فوتبال پگاه گیلان در طول حیات خود ۱۷۹ بار به‌طور رسمی مسابقه داد که از این تعداد ۷۰ برد، ۴۷ مساوی و ۶۲ شکست عاید این تیم شده‌است. پگاه از این تعداد بازی ۸۰ بار در لیگ برتر به میدان رفته‌است. تیم فوتبال پگاه در ۱۷۹ بازی خود موفق شده‌است تا ۱۸۹ بار دروازه حریفان را باز کند. پگاهی‌ها ۱۸۴ بار نیز گل خورده‌اند. بهترین گلزن پگاه در طول تاریخ این تیم افشین چاووشی می‌باشد. ساشا ایلیچ دروازه‌بان این تیم توانست با ۱۱۵۷ دقیقه بسته نگهداشتن دروازه پگاه گیلان درکوردی تاریخی در تمام ادوار لیگ‌های ایران را به ثبت برساند.

## مربیان
| - اصغر شرفی (۲۰۰۲) - مجید جهانپور (۲۰۰۲–۲۰۰۴) - میودراگ یشیچ (۲۰۰۴) - دردو یاوانوویچ (۲۰۰۴) - اصغر شرفی (۲۰۰۴–۲۰۰۵) | - برند کراوس (۲۰۰۵) - وینگو بگوویچ (۲۰۰۵–۲۰۰۶) - مجید جهانپور (۲۰۰۶–۲۰۰۷) - دارکو درازیچ (موقت) (۲۰۰۷) - نادر دست‌نشان (۲۰۰۷–۲۰۰۸) |

## بازیکنان مشهور
- محمدرضا مهدوی
- افشین چاوشی
- علی نظرمحمدی
- مرتضی ابراهیمی
- علیرضا نظیف کار
- امین متوسل زاده
- عارف محمدوند
- داریوش یزدانی
- مصطفی حاجتی
- حسین ابراهیمی
- ساشا ایلیچ
- ابراهیم تقی‌پور
- پژمان نوری
- حمید محمدخانی